# Evan Goldberg
Evan Goldberg (Vancouver, 1982) is een Canadees filmregisseur, scenarioschrijver en filmproducent.
Goldberg studeerde aan de McGill-universiteit in Montreal. Hij ging na het afstuderen werken als schrijver voor de Amerikaanse televisieserie Da Ali G Show, samen met zijn oude jeugdvriend de acteur en komiek Seth Rogen. Dit was de eerste samenwerking met Rogen, waarmee hij vrijwel alles voor schrijft en produceert. Meestal als medeschrijver en producent. Samen schreven ze ook een aflevering voor de televisieserie The Simpsons waar ze enorm fan van zijn. Goldberg ontving in 2005 een Emmy Award-nominatie als medeschrijver voor de televisieserie Da Ali G Show

## Filmografie
- 2007: Knocked Up (als uitvoerend producent)
- 2007: Superbad (als scenarioschrijver en uitvoerend producent)
- 2008: Pineapple Express (als scenarioschrijver en uitvoerend producent)
- 2009: Funny People (als uitvoerend producent)
- 2011: The Green Hornet (als scenarioschrijver en uitvoerend producent)
- 2011: Goon (als scenarioschrijver)
- 2011: The Watch (als scenarioschrijver)
- 2011: 50/50 (als producent)
- 2012: The Guilt Trip (als producent)
- 2013: This Is the End (als filmregisseur, scenarioschrijver en producent)
- 2014: Bad Neighbours (als producent)
- 2014: The Interview (als filmregisseur, scenarioschrijver en producent)

- Bibliothèque nationale de France: cb157692690 (data)
- Gemeinsame Normdatei: 1062083830
- International Standard Name Identifier: 0000 0000 3997 7717
- Library of Congress Control Number: n2007089326
- MusicBrainz: d701e0f7-0aed-4eba-928e-8fa6ca62759b
- Nationale Bibliotheek van Tsjechië: xx0168066
- Nationale Bibliotheek van Israël: 987007379461205171
- Nederlandse Thesaurus van Auteursnamen: 371062950
- Système universitaire de documentation: 170662284
- Virtual International Authority File: 10178868
- WorldCat: E39PCjCvHHJ4dy6YQXK4WQFXFq